# Beverley Cross
Beverley Cross, född 13 april 1931 i London, död 20 mars 1998 i London, var en brittisk pjäs- och manusförfattare.
Cross var gift med skådespelaren Maggie Smith från 1975 fram till sin död.

## Filmografi i urval
- 1963 – Det gyllene skinnet
- 1964 – Röde Orm och de långa skeppen
- 1981 – Gudarnas krig